# Simão Mascarenhas
Simão Mascarenhas, O.F.M. (Alcáçovas, cerca de 1571 – São Paulo de Luanda, 13 de outubro de 1624) foi um frade franciscano e prelado da Igreja Católica português, bispo de Angola e Congo e governador provisório da Capitania-Geral do Reino de Angola.

## Biografia
Foi nomeado bispo de Angola e Congo em 15 de fevereiro de 1621, sendo consagrado em 16 de abril de 1623.
Exerceu o cargo de governador na Capitania-Geral do Reino de Angola entre 1623 e 1624, tendo sido antecedido por Pedro de Sousa Coelho e sucedido por Fernão de Sousa. Derrotou os jagas do Reino de Cassange, bem como os jagas de Zenze-Angumbe, Bango e o soba Cafuxe, além de combater aos holandeses, que chegaram no porto de Luanda.
Faleceu em São Paulo de Luanda, em 13 de outubro de 1624.